# Mysidia simpla
Mysidia simpla är en insektsart som beskrevs av Broomfield 1985. Mysidia simpla ingår i släktet Mysidia och familjen Derbidae. Inga underarter finns listade i Catalogue of Life.